# Robert Vekemans
Robert Vekemans ( Berchem, 3 février 1913 - Baden, 22 octobre 1998 ) était un militaire belge et résistant. En 1944, il conduisit les libérateurs britanniques au-delà du Rupel, de sorte qu'Anvers et le port d'Anvers tombent pratiquement intacts aux mains des Alliés.

## Biographie
Vekemans fait des études d'ingénieur à l'École royale militaire en 1933, et devient sous-lieutenant du Génie militaire. Au cours de la campagne des dix-huit jours, il a acquis de l'expérience en faisant sauter des ponts. Fait prisonnier de guerre et déporté en Allemagne, il fut libéré en octobre 1940 pour travailler à la reconstruction, dans un bureau d'ingénieur anversois des Ponts et Chaussées. En avril 1941, il entre dans la Résistance dans l'Europe occupée par les nazis. Il était actif au sein du réseau de renseignement Alex et était associé à Urbain Reniers.
Lorsque les Alliés ont entamé la Libération de la Belgique au début de septembre, Vekemans est parti d'Anvers pour explorer les ponts par lui-même. Il a constaté que les Allemands avaient placé des mines à tous les ponts sur le Rupel et le canal Bruxelles-Escaut, mais que le pont en bois de la Veuve Van Enschodt  était moins défendu. Convaincu que la 11e Division blindée britannique avancerait logiquement via Boom, Vekemans attendit son arrivée dans un café le long du Rijksweg, près du Fort de Breendonk. Le lundi 4 septembre 1944, vers 8h30, il réussit à arrêter la colonne du 3rd Royal Tank Regiment, qui avait quitté Erembodegem. Les Britanniques, inquiets, n'étaient pas enclins à s'arrêter pour les civils, parfois en raison de conseils inutiles ou de demandes douteuses, mais Vekemans fut entendu lorsque le deuxième char du lieutenant Gibson Stubbs arriva. Il expliqua qu'avec un petit détour, ils pourraient traverser l'eau sans encombre et empêcher les Allemands de faire sauter les ponts à la vue des chars. Le major   John Dunlop a recommandé le plan par radio au lieutenant-colonel David Silvertop, après quoi Vekemans a été autorisé à monter à bord d'une voiture de reconnaissance militaire avec trois chars Sherman en remorque. Il les guida sur une route de gravier jusqu'à Willeboek, où ils traversèrent le canal et empruntèrent le chemin de halage jusqu'au pont Van Enschodt sur le Rupel. Les choses semblèrent mal tourner lorsqu'un éclaireur britannique fut repéré par les Allemands qui déclenchèrent les explosions. Un pont du Rupel a été détruit, mais les explosifs sur le pont Van Enschodt n'ont pas fonctionné. Le peloton Vekemans n'a pas été remarqué et a traversé le pont pendant que les gardes allemands étaient allés chercher des instructions. Vekemans et un résistant de Boom ont eux-mêmes coupé les cordons des explosifs. Grâce à cette manœuvre, les Britanniques purent attaquer les gardes allemands par l'arrière et réussirent à s'emparer du grand pont du Rupel en bon état. Les blindés britanniques sont entrés à Anvers dès 14 heures. Vekemans était l'une des personnes qui se tenaient sur le char à côté de Silvertop lors de la réception triomphale. La prise de la ville s'est produite avec une rapidité si surprenante que le plan allemand visant à détruire les installations portuaires n'a pu être réalisé.
Après la guerre, Vekemans quitte l'armée et s'installe dans le Morbihan.

## Hommage
Pour sa contribution, Vekemans a été décoré de la Croix de guerre (Belgique) et de la Military Cross.
La manœuvre est commémorée par le Monument aux Chars sur le quai de Petit-Willebroeck. Une statue de Robert Vekemans a en outre été érigée dans la commune de Willebroek.

## Littérature
- Rudi van Doorslaer et coll. , La Belgique pendant la Seconde Guerre mondiale. La Résistance, vol. 6, 1988, p. 100-102
- Marc Van de Velde, Les Ponts de Boom, 2 vol., 1994 (réimprimé en 2019)
- Boom de la Route de la Libération. Une promenade historique , brochure Municipalité de Boom, 1996, 11 p.
- Frank Seberechts [3], Combattre pour la paix. Anvers 1944-45, 2019,  (ISBN 9789463104685)